# Sümbül Efendi

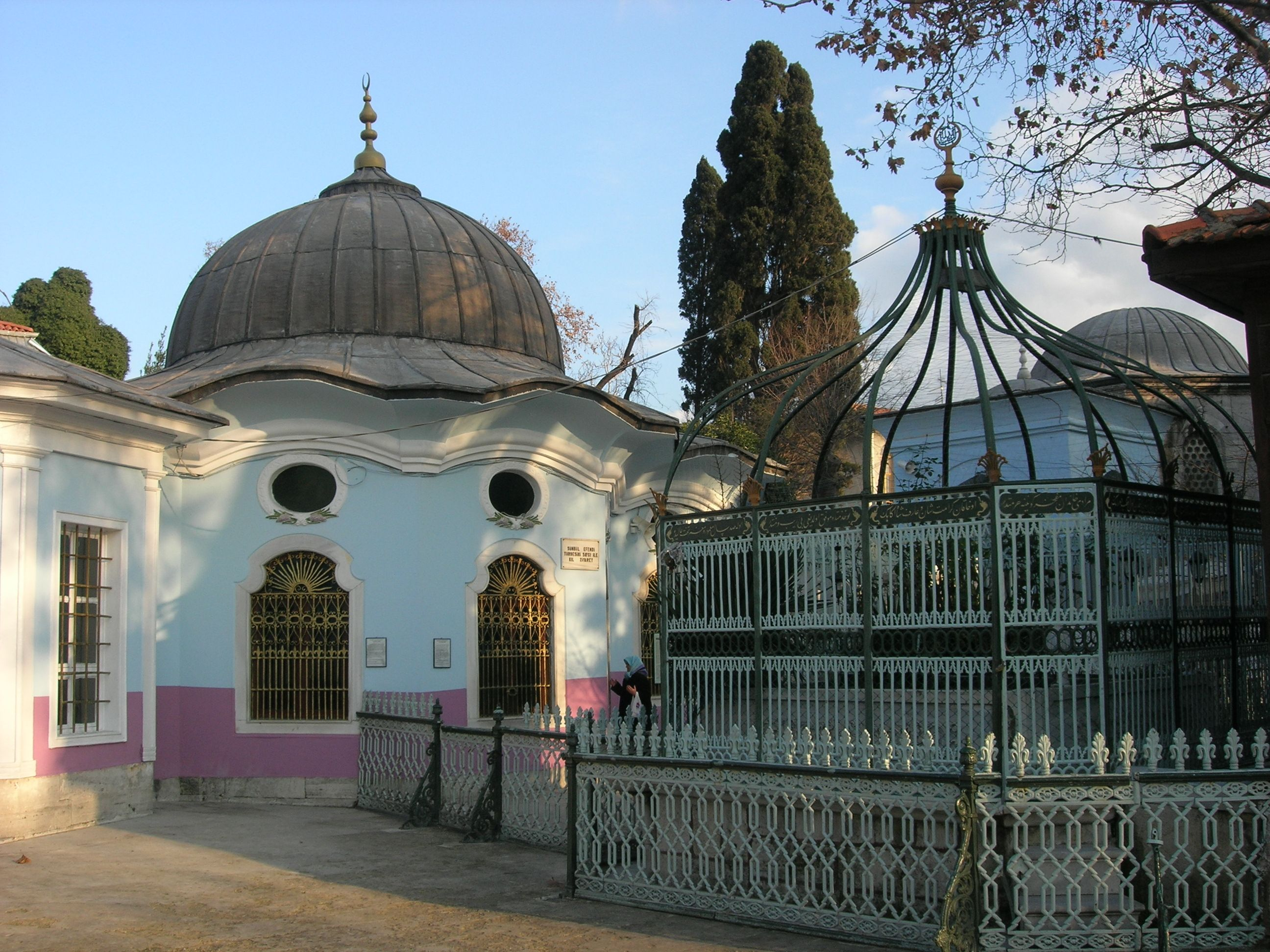
Türbe (mausoléu) de Sümbül Efendi, no complexo da Mesquita de Koca Mustafá Paxá (também chamada Mesquita Sümbül Efendi), em Istambul

Sümbül Efendi ou Sümbül Sinan Efendi (Merzifon, 1452 — Istambul, 1529), cujo nome real era Iúçufe ibne Ali (Yusuf Bin Ali),  foi o fundador do ramo Sümbüliye da ordem religiosa islâmica sufista Halveti (ou Khalwati ou Khalwatiyya).
Outras grafias usadas para o nome do santo são: Sümbül Efendı, Sünbül Efendi, Şeyh Sümbül, Sümbül Sinan e Sünbül Sinan. Sümbül significa jacinto (planta) em turco. O nome está relacionado com um episódio da vida do santo em que ele ficou estático ao observar jacintos.
Sümbül Efendi é também o nome de um bairro no distrito de Fatih, na parte mais antiga do lado europeu de Istambul.

## Resumo biográfico
Yusuf Bin Ali nasceu em 1452 em Merzifon, na província de Amásia. Foi educado desde tenra idade em Isparta, mudando-se depois para Istambul para ser ensinado pelo famoso académico Efdalzâde Hamîdüddîn Efendi, xeque do islão dos sultões Maomé II, o Conquistador e Bajazeto II.
Por iniciativa do grão-vizir Koca Mustafá Paxá, Sümbül Efendi fundou um dergah (ou tekke; local de reunião ou espécie de convento de dervixes) no que é hoje o bairro de Ali Fakir, junto a uma igreja bizantina que tinha sido convertida em mesquita (atualmente a Mesquita de Koca Mustafá Paxá, também chamada Sümbül Efendi Camii). A igreja e o convento adjacente tinham sido abandonados após a conquista de Constantinopla pelos turcos otomanos. O convento foi oferecido aos Khalwatis pelo sultão para aí instalarem o seu tekke.
Nesse dergah, Sümbül Efendi ensinou muitos académicos e islâmicos e santos sufistas. Um destes seus discípulos foi o seu genro Merkez Efendi, o qual também se tornaria um sufista de renome e está enterrado no distrito de Zeytinburnu, Istambul. Sümbül Efendi tornou-se mestre espiritual do ramo dos Halveti denominada com o seu nome (Sunbuliyye ou Sunbuli). Era muito admirado pelos sultões otomanos, que frequentemente lhe encomendavam orações. Conta-se que disse ao sultão Selim I que ele conquistaria o Egito, o que veio a concretizar-se.
Sümbül Sinan Efendi encontra-se sepultado num türbe (mausoléu) no local onde do tekke que fundou, situado no complexo da Mesquita de Koca Mustafá Paxá.
Após a morte do fundador, muitos dos sucessores de Sümbül Efendi fixaram-se em Nurullah, perto de Knour, no que é hoje a província de Mersim.[carece de fontes?]